# 대명유수지
대명유수지는 대한민국 대구광역시 달서구 대천동에 위치한 대구광역시의 생태공원. 달성습지와 함께 대구광역시의 대표적인 생태공원으로 꼽힌다.

## 역사
1992년 성서산업단지의 침수 피해 방지를 위해 258,000㎡ 규모로 조성된 것이 최초이다. 그러던 중 2011년 8월, 환경부가 지정한 멸종위기 2급 종인 맹꽁이의 최대 서식지로 발견되어, 국내 최대의 맹꽁이 서식처로 알려졌다.
2015년부터 3년간 대명유수지 일대에 맹꽁이 서식 환경을 개선하고, 전망 데크, 생태 탐방로, 포토존 등을 갖춘 맹꽁이 생태 학습장이 조성되었다. 현재는 맹꽁이 외에도 삵, 족제비, 황조롱이, 고라니 등 다양한 야생 동식물이 서식한다.

## 시설[2]
대명유수지는 자연 생태를 최대한 보존하는 방식으로 사람들을 위한 탐방로가 조성되었으며, 2018년부터 전망데크, 포토존 등 다양한 편의시설이 설치되었다. 또한, '생태전문가와 함께하는 달서생태탐험' 프로그램이 운영되며, 단순한 해설에서 그치지 않고 생태빙고, 생태퍼즐 등의 놀이 요소를 더한 프로그램을 제공해 방문객들이 즐겁게 자연을 배울 수 있도록 돕고 있다.
특히 대명유수지는 가을철에 많은 방문객이 찾는 장소로, 물억새와 달뿌리풀이 만들어내는 은빛 파도가 장관을 이룬다. 대명유수지의 억새와 갈대는 실제로 '물억새'와 '달뿌리풀'이라는 습지 식물로, 이들의 생태적 특성 덕분에 이곳의 가을 풍경은 더욱 특별하다. 제방을 따라 걷다 보면 끝없이 펼쳐진 물억새의 바다를 감상할 수 있으며, 가을날 대명유수지를 천천히 걸으며 자연의 소리와 색을 느끼는 경험은 그 자체로 힐링이 된다.
또한, 대명유수지는 대명유수지 생태학습장이 조성되어 있어 방문객들이 생태탐방과 체험을 함께 즐길 수 있다. 억새와 갈대밭이 장관을 이루는 가을철에는 특히 많은 방문객들이 사진을 찍고 자연을 만끽하기 위해 이곳을 찾는다.

## 교통[5]
대구역-> ‘시청별관’ 방면 -> ‘팔달교, 북대구IC’ 방면
침산교지하차도에서 ‘서대구IC, 북대구IC’ 방면
팔달교지하차도에서 ‘성서, 서대구IC’ 방면
남대구IC에서 ‘본리네거리, 성서산업단지’ 방면
호림네거리에서 ‘화원, 환경시설공단’ 방면 좌회전 -> 대명유수지